# La ruota del vizio
La ruota del vizio è un film muto italiano del 1920 diretto da Augusto Genina.